# NGC 3667
NGC 3667 (również PGC 35028) – galaktyka spiralna (Sab), znajdująca się w gwiazdozbiorze Pucharu. Odkrył ją William Herschel 27 marca 1786 roku.